# Tarmo (brise-glace, 1907)
Pour les articles homonymes, voir Tarmo.
Tarmo est un brise-glace à vapeur finlandais  conservé au Musée maritime de Finlande à Kotka. Construit en 1907 par Armstrong Whitworth à Newcastle upon Tyne, au Royaume-Uni, il était le troisième brise-glace appartenant à l'État de Finlande et le dernier brise-glace à vapeur finlandais à rester en service. 
Lorsque Tarmo a été mis hors service en 1970, il a été décidé de conserver le navire en tant que navire musée. Après une longue attente à Helsinki, Tarmo a été remorqué jusqu'à Kotka et entièrement restauré au début des années 1990.

## Historique
Pendant la guerre civile finlandaise (janvier-mai 1918) , le président du Sénat Pehr Evind Svinhufvud et le sénateur Jalmar Castrén ont fui Helsinki avec le brise-glace Tarmo, dirigé par le capitaine Ilmari Jokinen, à Tallinn, d'où ils ont continué à voyager à travers l'Allemagne et la Suède vers le nord de la Finlande et Vaasa. Pendant la guerre d'indépendance de l'Estonie (novembre 1918-février 1920), le navire a emmené 3.000 volontaires finlandais en Estonie.

### Les années de guerre

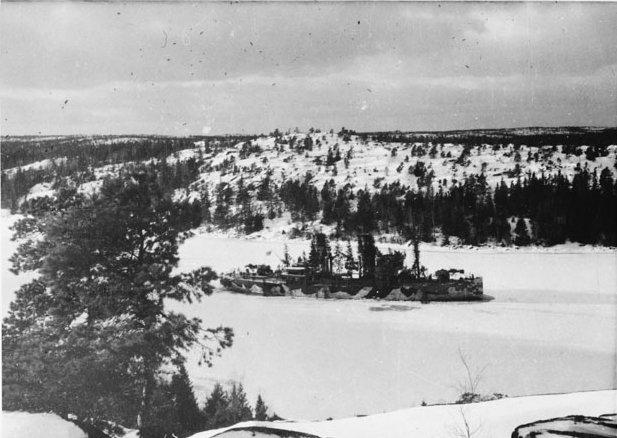
Tarmo dans l'archipel d'Åland en 1939

Pendant la guerre d'Hiver (1939-1940), Tarmo a servi dans la marine. Il a été attaqué par un avion de l'armée de l'air soviétique dans le port de Kotka le 18 janvier 1940. L'attaque a tué 39 hommes et en a blessé 13 . Ils sont enterrés dans le cimetière de l'église de Kotka. À la fin de la guerre, Tarmo était toujours employé à briser la glace devant les forces d'invasion soviétiques,j'usqu'à la paix.
Le navire a été converti en 1950 du charbon au mazout, ce qui a considérablement amélioré ses caractéristiques. Le navire a également été rénové en 1950–1951 et 201.

### Après-guerre
Le navire a été renommé Apu en 1963 car le nouveau Tarmo II à moteur diesel a été lancé la même année. Le navire a servi la flotte en tant que navire auxiliaire jusqu'en 1969, date à laquelle il a repris son ancien nom de Tarmo pour devenir navire musée. Cependant, en raison de l'hiver exceptionnellement dur, il a de nouveau été envoyé sur les icebergs en 1970 sous le nom d'Apu.

### Préservation
Tarmo a été mis hors service et il a été rénové en 1990-1992, après quoi il a été transféré, en dehors d'une brève visite à Tallinn et à Helsinki au printemps 1998, à Kotka dans le cadre de l'exposition permanente du Musée maritime de Finlande.

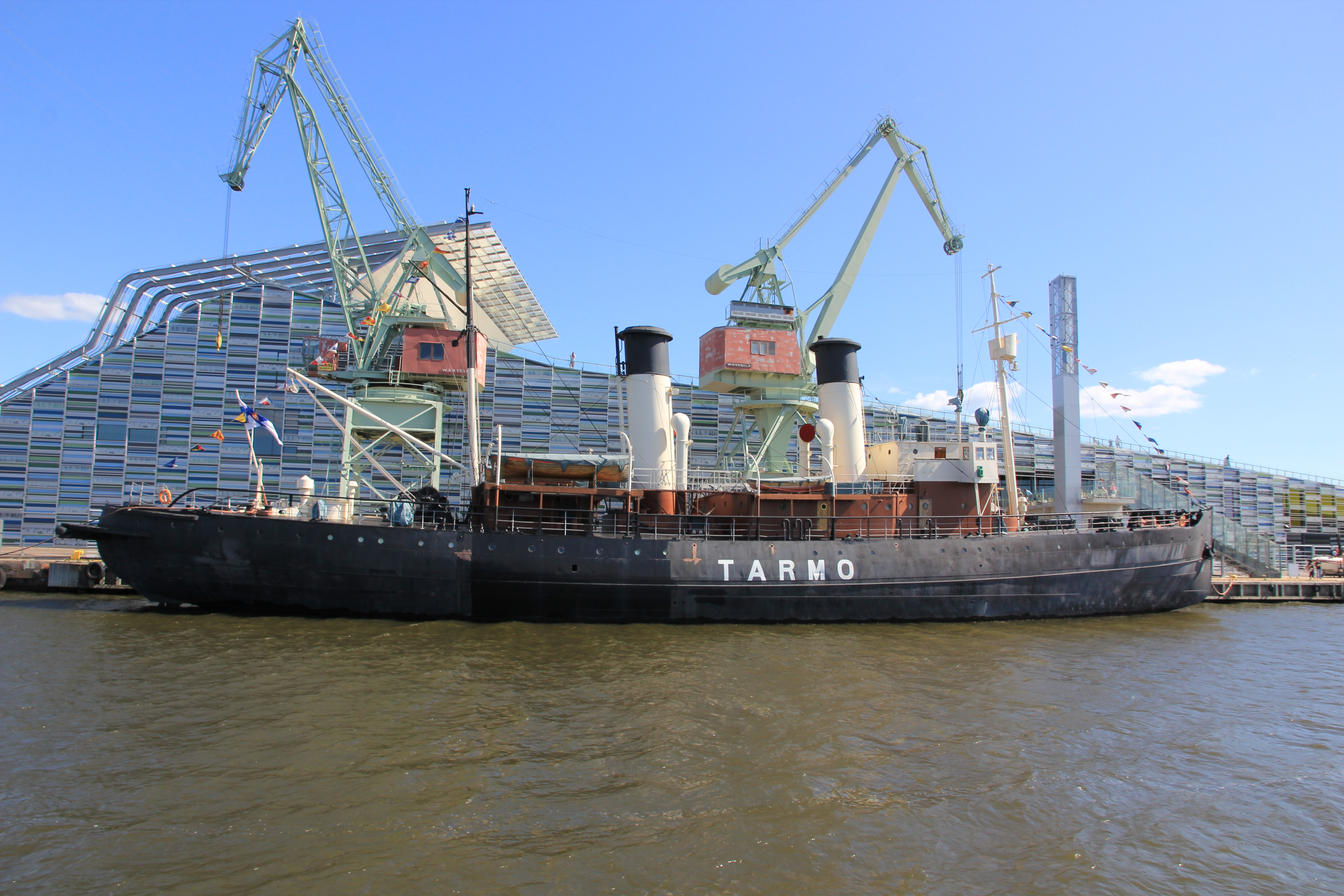
Tarmo à Vellamo en 2011

En 2008, les remorqueurs Janet et Vega ont déplacé Tarmo 400 mètres plus au nord vers le quai nouvellement achevé du Centre maritime de Vellamo.
Tarmo a été mis en cale sèche pendant l'hiver 2016-2017 pour la première fois en 24 ans après que le Parlement finlandais a accordé 950.000 euros pour s rénovation. Il a été remorqué à Suomenlinna  en novembre 2016 et est retourné à Kotka en mai 2017. 
Tarmo est souvent signalé à tort comme le plus ancien brise-glace au monde, même s'il y a au moins deux navires qui l'ont précédé : le brise-glace suédois Bore (construit en 1894) à Malmö et le brise-glace russe Angara (construit en 1900) qui a été conservé à Irkoutsk. Cependant, Tarmo est plus âgé que les autres brise-glaces préservés dans la mer Baltique, Sankt Erik en Suède, Krassine en Russie et Suur Tõll en Estonie.

## Galerie

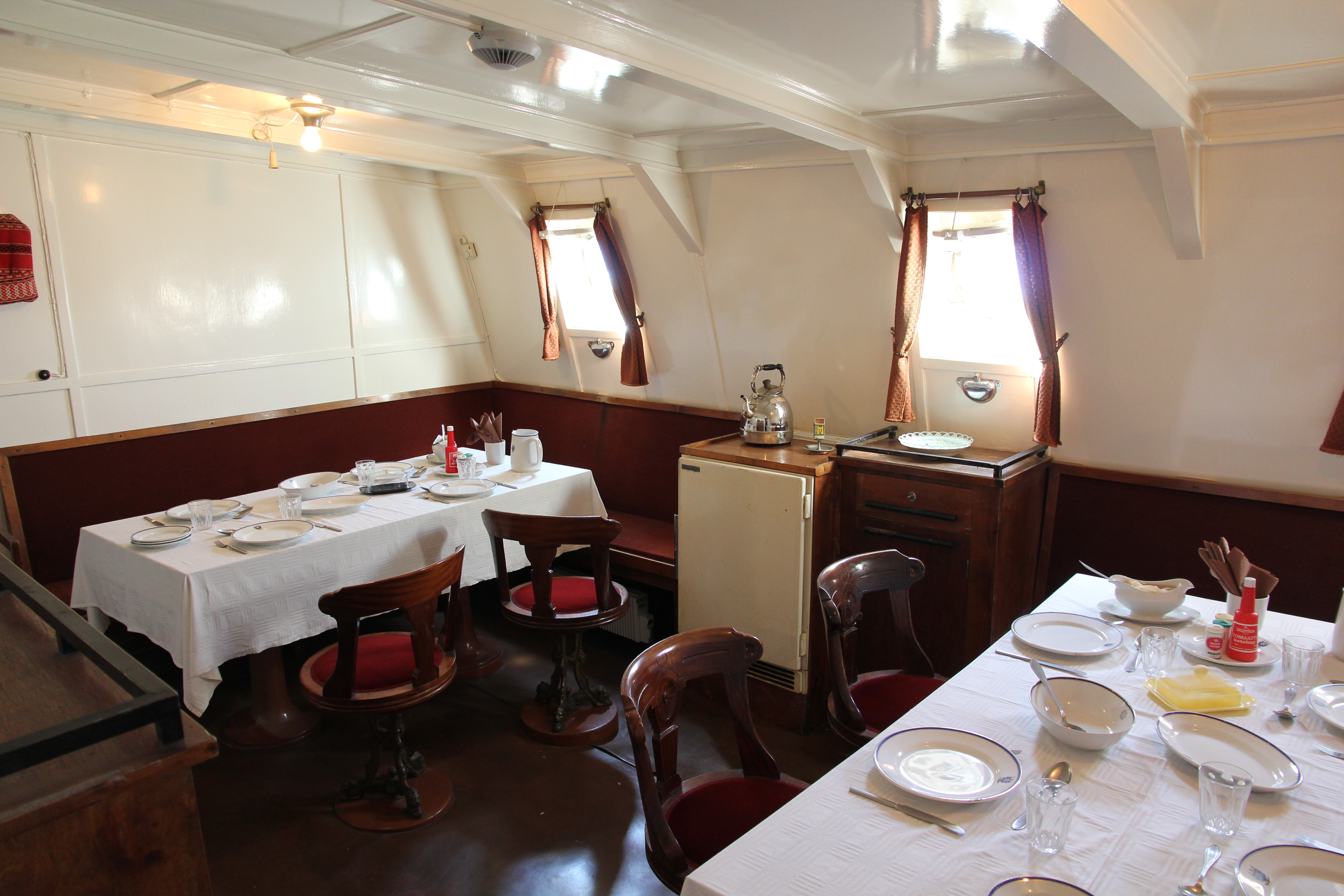
Salle à manger
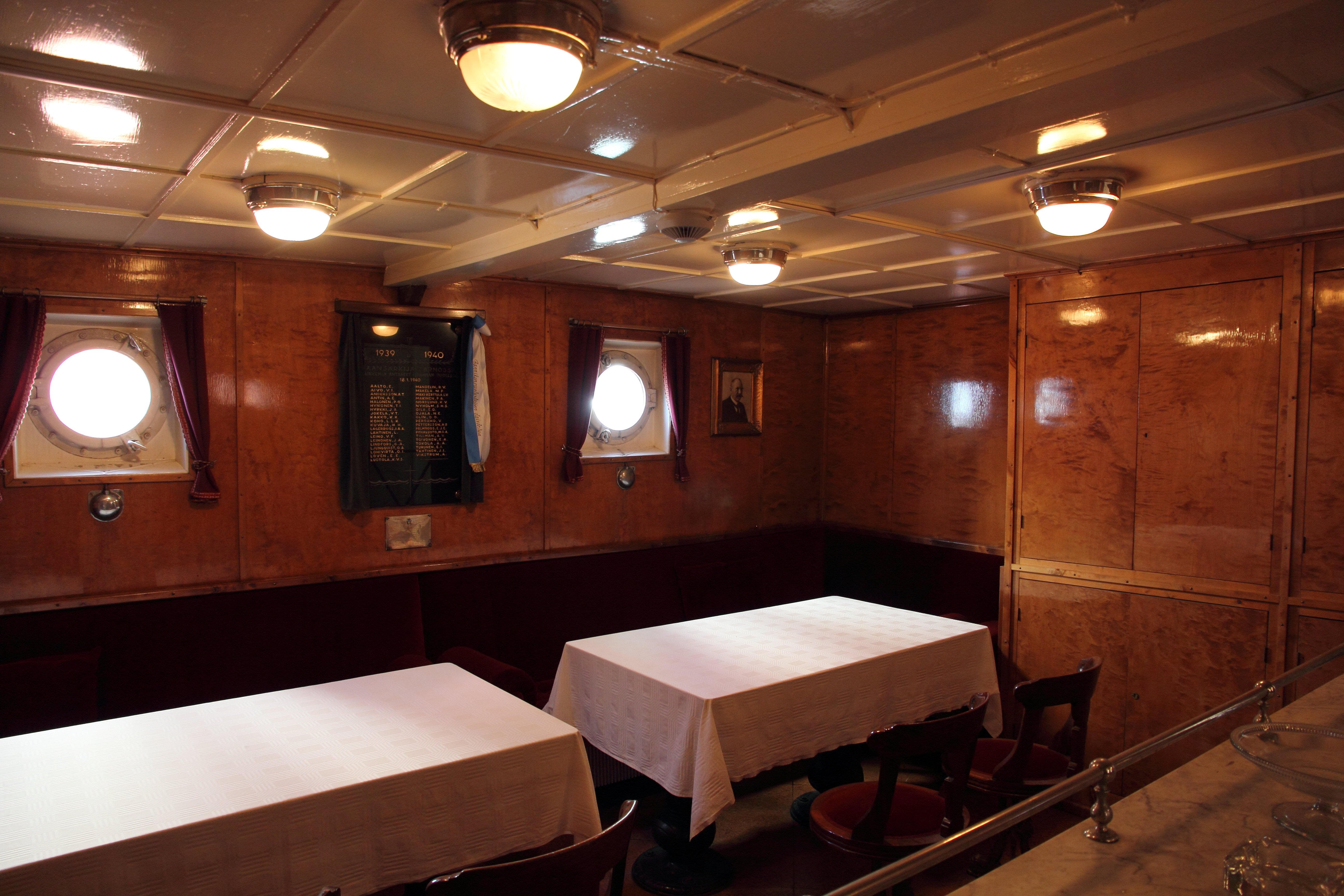
Salon du brise-glace
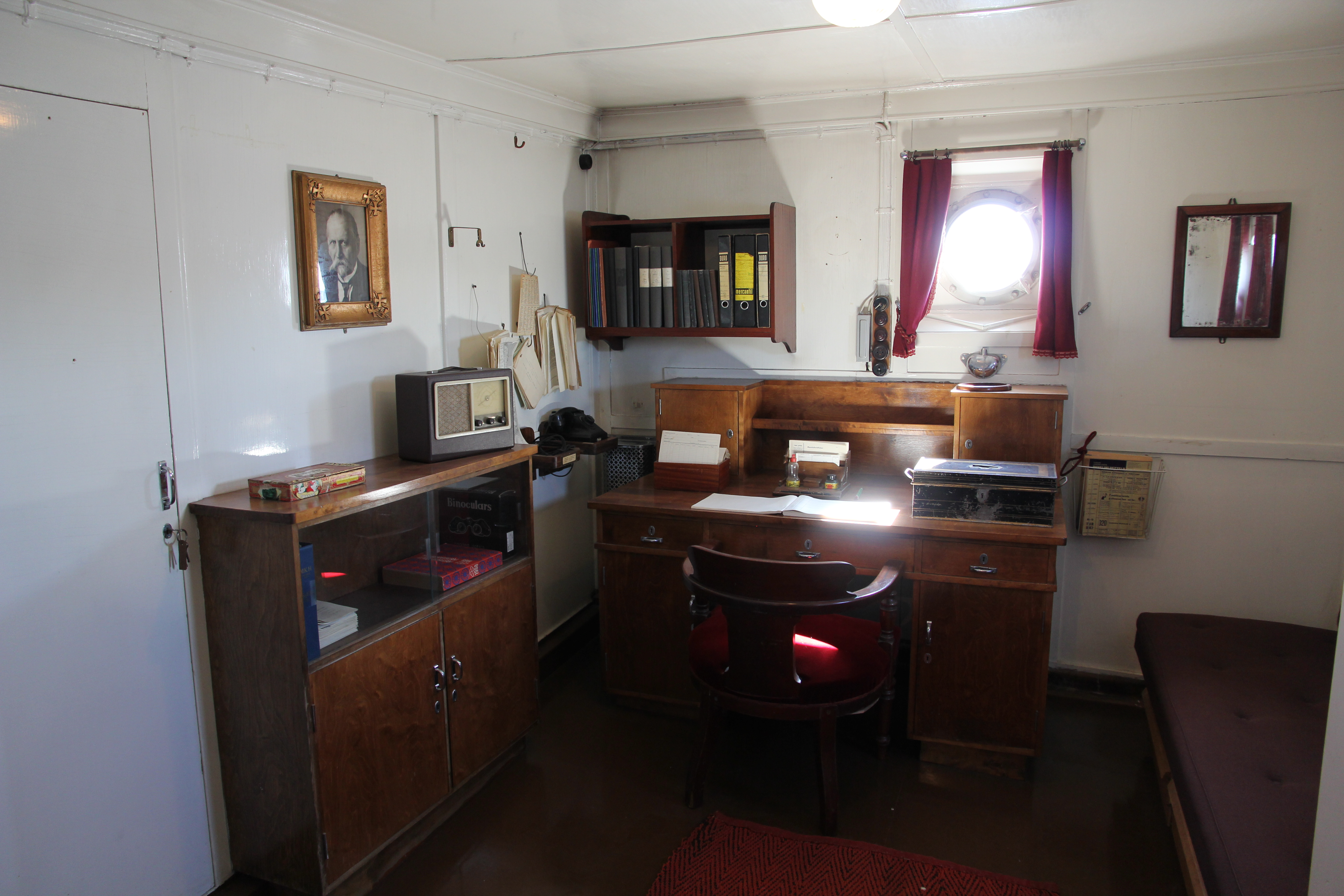
Cabine du capitaine